# José Luiz Ferreira Rodrigues
José Luiz Ferreira Rodrigues (sinh ngày 6 tháng 7 năm 1946) là một huấn luyện viên và cựu cầu thủ bóng đá người Brasil.

## Sự nghiệp Huấn luyện viên
José Luiz Ferreira Rodrigues đã dẫn dắt Kawasaki Frontale.